# Emil Klein (Maler)
Emil Klein (* 6. Juni 1865 in Indianapolis, USA; † 11. Dezember 1943 in Stuttgart) war ein amerikanisch-deutscher Historienmaler und Illustrator.
Die Eltern von Emil Klein waren der Zahnarzt und spätere Hofrat Dr. Karl Emil Klein (1832–1905) und Dorette Klein, geb. Smith. Der Vater, gebürtig aus Widdern, praktizierte nach einem Medizinstudium in Tübingen von 1855 bis 1865 in Indianapolis. Von 1866 an lebte er mit seiner Familie in Stuttgart. Hier arbeiteten Dr. Klein und sein ältester Sohn Oskar (geb. 1860), ebenfalls Zahnarzt, in einer Gemeinschaftspraxis zusammen. 
Emil Klein studierte bis 1883 bei Carl von Häberlin, Alexander von Liezen-Mayer und Adolf von Donndorf an der Stuttgarter Akademie. Er lebte 1884/85 in München, 1886 in Ägypten, seit 1887 als Illustrator in Stuttgart. Deutscher Staatsbürger wurde er 1928. Der Nachlass befindet sich in der Galerie der Stadt Esslingen am Neckar.

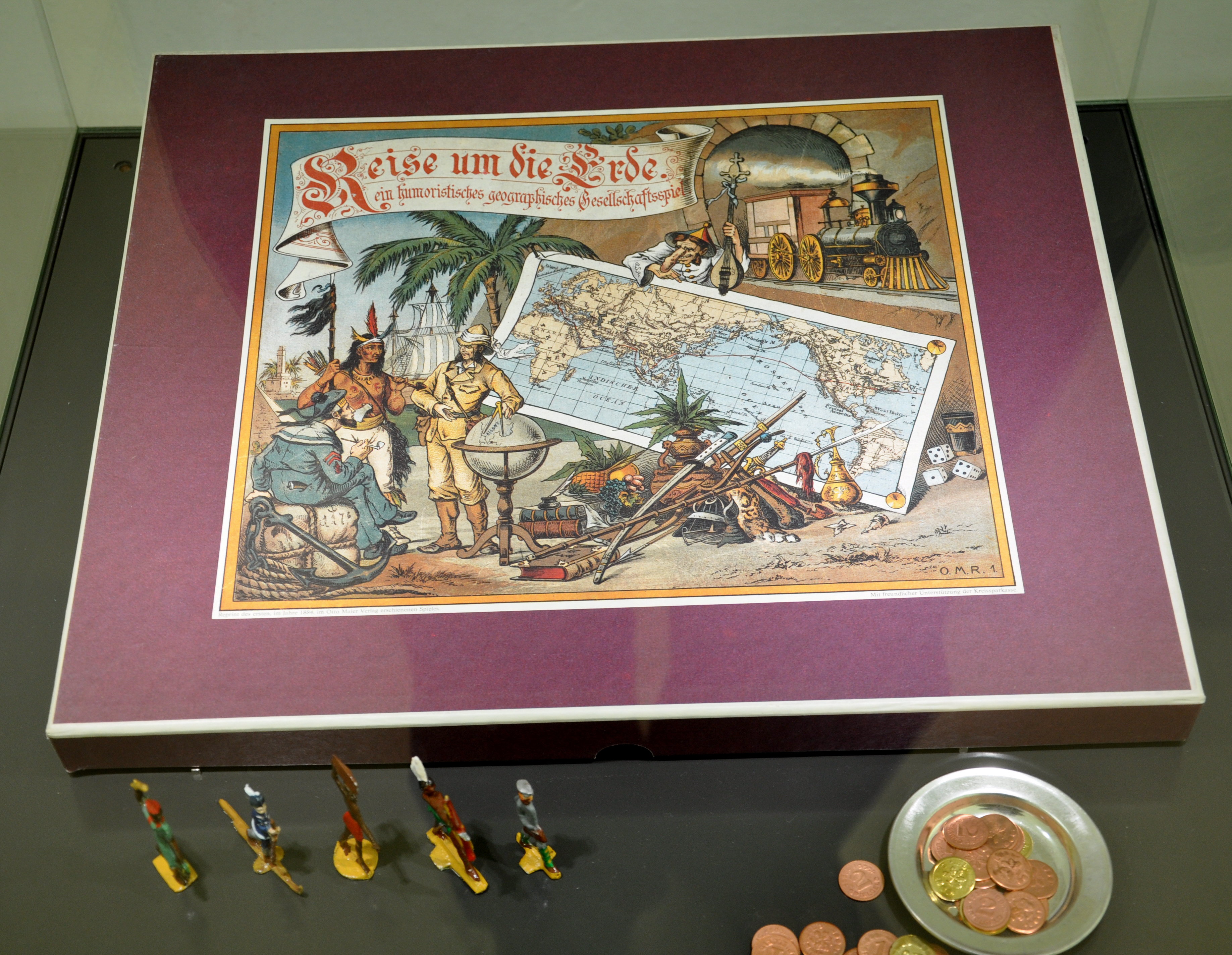
Spiel „Reise um die Erde“, 1884

Klein illustrierte das erste beim Otto Maier Verlag in Ravensburg erschienene Brettspiel „Reise um die Erde“, welches 1884 erschien. Klein illustrierte u. a. das Epos Hermann und Dorothea von Goethe, die Frithjofssage von Esaias Tegnér in einer Ausgabe von 1897 und die Erzählungen des Jugendschriftstellers Christoph von Schmid. Ebenso gestaltete er eine Postkartenserie zum hundertsten Todestag von Friedrich Schiller. Bereits 1888 illustrierte er neben Ernst Payer die von Max Waag in Stuttgart verlegten „Märchen aus dem Leben“ von Helene Richter und ein Jahr zuvor die humoristische Schrift des Mediziners Albert Borcherdt „Der Leibarzt für fröhliche Zecher“, von der zwei Auflagen und ein Reprint aus dem Jahr 1994 existieren. Bekannt sind auch seine beiden Illustrationen zu Arthur Achleitners Artikel in der Zeitschrift Die Gartenlaube über die sogenannten Schwabenkinder, auch wenn sie nie mit Kleins vollem Namen in Verbindung gebracht wurden. Im selben Jahr illustrierte er ein in Ravensburg erschienenes Jagdbuch. 1901 lieferte er 30 Illustrationen als Entwürfe für den 1902 veranstalteten Umzug zur  Jahrtausendfeier der Stadt Ravensburg.
Für den Verlag Bardtenschlager in Reutlingen lieferte er u. a. die Deckelillustrationen für Karl-May-Nachdrucke.
Was seine Gemälde betrifft, so kann nicht ausgeschlossen werden, dass sie mitunter mit den stilistisch ähnlichen Bildern von Friedrich Emil Klein verwechselt werden.